# 팔견전 -동방팔견이문-
팔견전 -동방팔견이문-(八犬伝―東方八犬異聞―)은 아베 미유키가 원작한 일본의 만화 작품이다.

## 개요
교쿠테이 바킨의 독본 《남총리견팔견전》을 모티브로 하고 있다. 2005년부터 『이치*라키』(토스이샤)에서 연재가 개시되어 단행본은 제13권까지 발행되고 있다. 2011년에 카도카와 쇼텐에 이적해, 『CIEL』에서 연재를 재개했다.
2011년 10월에 TV 애니메이션화가 발표되어, 2013년 1월부터 3월까지 제1기, 동년 7월부터 9월까지 제2기로 방송되었다.

## 줄거리
5년 전, 갑자기 퍼진 수수께끼의 전염병이 다른 마을들에 비화를 막기 위해 삼킨 오오츠카 마을. 그 생존인 시노, 소스케, 하마지의 3명은 마을의 교회에서 보호되고 조용히 살고 있었다. 마을의 소실 사건 이후, 시노와 소스케는 특수한 능력이 갖춰져 그 소문을 들은 교회 본부의 획책에 따라 하마지에게 빼앗기다.